# Wenceslao Ayguals de Izco
Wenceslao Ayguals de Izco (Vinaroz, 18 de octubre de 1801-Madrid, 17 de enero de 1873) fue un escritor y editor español.

## Biografía
Nació el 8 de octubre de 1801 en Vinaroz, hijo de Antonio Ayguals y O’Sullivan, político de Reus, y de María Joaquina de Izco. Dedicado al comercio, fue comandante en la Milicia Nacional de la primera guerra carlista y diputado a Cortes (1836, 1839, 1840 y 1843) por Castellón. Fue deportado a las islas Baleares por sus ideas extremistas en 1840, pero poco después fue nombrado alcalde de su ciudad natal Vinaroz; ordenó allí la construcción del teatro, del que posteriormente fue director (hoy ya no existe dicho teatro). Sin embargo, el actual Auditorio Municipal de Vinaroz lleva su nombre. Fundó en 1843 su propia editorial, La Sociedad Literaria, que editó la colección El novelista universal y Biblioteca Universal a precios económicos para que accediesen a la cultura las clases más desfavorecidas. Esta empresa publicó, por ejemplo, seis volúmenes de novelas de Voltaire entre 1845 y 1846 traducidas por Eladio de Gironella con el seudónimo de "El Doncel", y reimprimió el Teatro crítico universal, del padre Benito Jerónimo Feijoo, en 1853. Editó, por otra parte, curiosas novelas ambientadas en su propia época, como, la de Manuel Fernández Manrique, Cristina. Historia contemporánea (Madrid: Sociedad Literaria, 1845). 
Colaboró en algunos periódicos y fundó, con su amigo Juan Martínez Villergas, publicaciones festivas, como La Risa (1844) y El Dómine Lucas (1844 a 1845, 27 números), y otras como Guindilla (1842), El Fandango (1844-1846, 24 entregas) y La Linterna Mágica (1849).
Escribió una serie de novelas por entregas de marcado anticlericalismo y compromiso social. La más conocida y exitosa fue María, la hija de un jornalero (1845), que alcanzó numerosas reimpresiones y fue traducida, entre otros idiomas, al francés por el mismísimo Eugenio Sue, que era amigo suyo. Describe los sufrimientos de María, hija de un obrero en paro y acosada por un rijoso clérigo, fray Patricio, y un noble, el barón de Lago, que intentan seducirla con calumnias y agobios económicos. Al final logra casarse con Luis, hijo de familia rica. Ayguals predica la igualdad de oportunidades, la justicia social e igualitaria, la libertad de prensa y la separación de la iglesia y el estado. Esta obra introdujo el folletín en España, obra literaria de consumo publicada por entregas en periódicos o fascículos y dirigida a un público proletario que apenas sabía leer y no podía costear libros encuadernados. Los temas de esta literatura apresurada y entregada en pequeñas entregas eran históricos, obreristas, sexuales o una mezcla de todos. Su segunda parte es La marguesa de Bellaflor o El niño de la inclusa (1847-1848), que transcurre durante la regencia del general Espartero, que critica, y donde describe a María ya casada y consagrándose a hacer buenas obras, mientras un noble intriga para seducirla y hundir su matrimonio y otros la calumnian. Escribió además Los pobres de Madrid, Justicia divina, Los verdugos de la humanidad, Pobres y ricos o La bruja de Madrid (1849) y El palacio de los crímenes; algunas de estas novelas por entregas constan de numerosos volúmenes.
Cultivó también la novela histórica, con Ernestina (1848), sobre la invasión de Sicilia por Enrique de Suavia en 1194, y la novela documental, con obras como El Tigre del Maestrazgo (1846-1849), sobre el jefe carlista Cabrera, obra que irritó a los carlistas, de forma que Rafael González de la Cruz escribió otra como refutación, El vengador y la sombra de Cabrera: refutación del Tigre del Maestrazgo ó sea De grumete a general, historia-novela de D. Wenceslao Ayguals de Izco (Madrid, 1849).
Como dramaturgo se le deben algunas comedias costumbristas, como Lisonja para todos (1833); comedias a secas, como Amor duende; juguetes cómicos, como Los dos rivales; la tragedia clásica El primer crimen de Nerón (1839); el drama Los negros, y el poema filosófico El derecho y la fuerza (1866). 

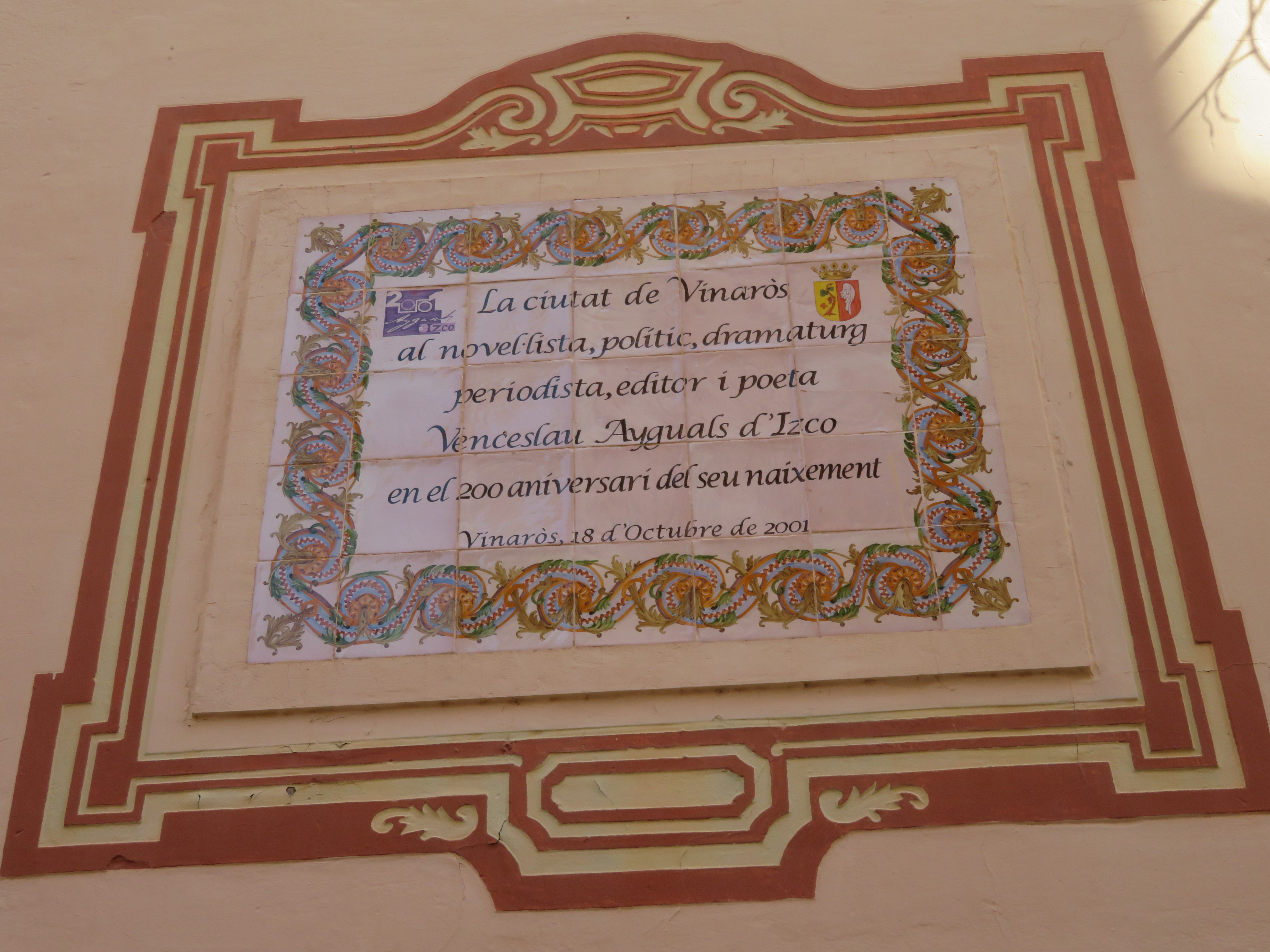
Placa mural en homenaje a Wenceslao Ayguals de Izco.

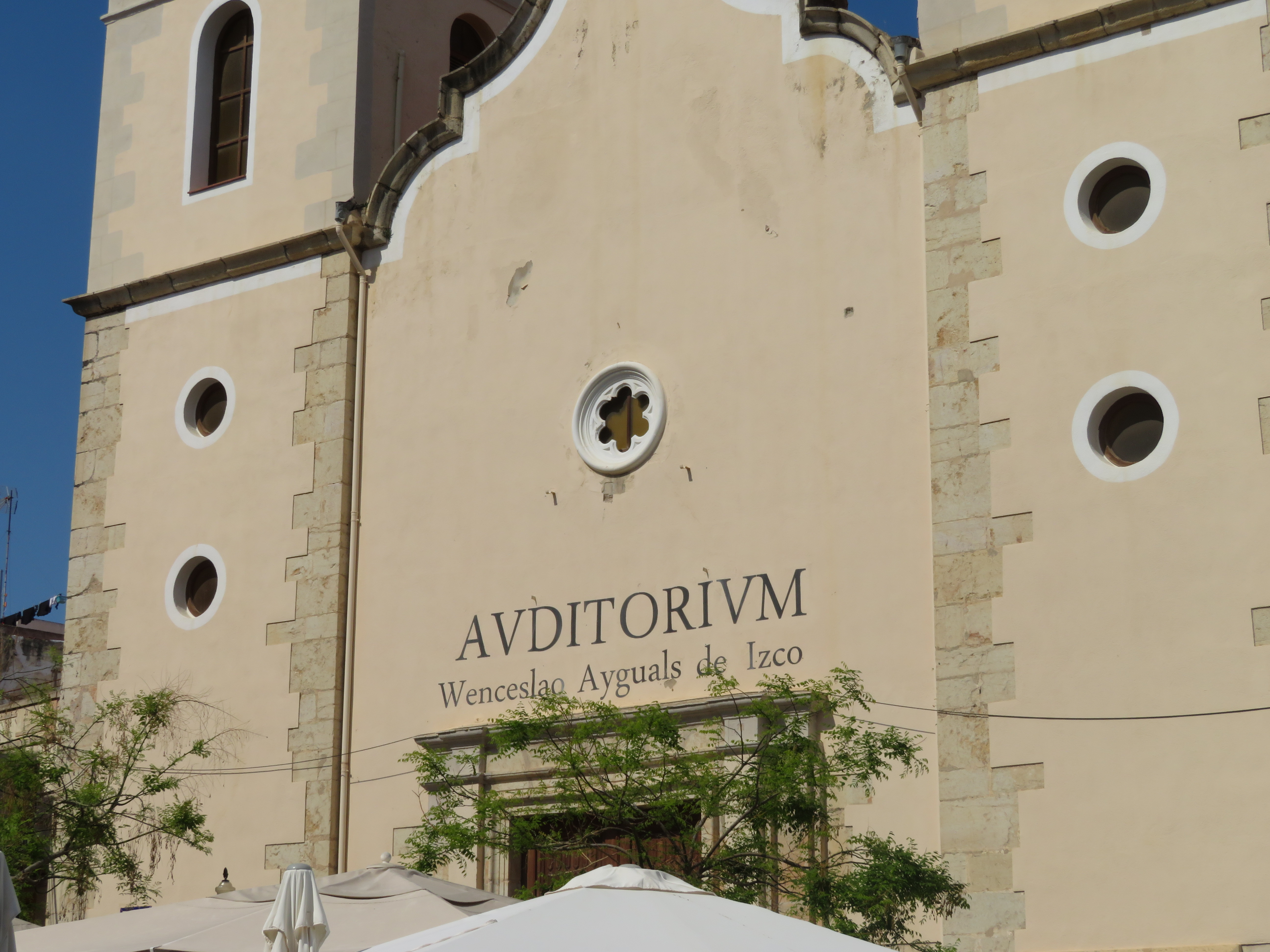
Auditorio de Vinaroz dedicado a la memoria de Wenceslao Ayguals de Izco.

Escribió además un diccionario biográfico e histórico, El panteón universal, y tradujo, entre otras obras, varias novelas y las Cartas del Viaje a España y Marruecos de Alejandro Dumas, El judío errante y otras novelas importantes de Eugenio Sue y la novela antiesclavista de Harriet Beecher Stowe La choza de Tom: o sea Vida de los negros en el sur de los Estados Unidos (1852); tradujo también Lujo y miseria, de Ann S. Stephens, entre otras obras y autores. Ayguals de Izco es considerado uno de los escritores de mayor contenido social del siglo XIX.